# Katalánské archeologické muzeum Barcelona
Katalánské archeologické muzeum (katalánsky Museu d'Arquelogia de Catalunya, zkráceně  MAC), sídlí v Barceloně v někdejším Paláci grafických umění v parku Montjuïc. Zde a v řadě poboček na dalších místech (Empúries, Girona, Olèrdola, Ullastret) je zpřístupněno množství archeologických památek, exponátů a dokumentů z různých historických období od pravěku do středověku, přičemž hlavní důraz je tu kladen na antické období. Návštěva stálé expozice barcelonského muzea nebo jeho časově omezených výstav umožňuje detailní pohled na společenský, civilizační, ekonomický či náboženský vývoj nejen samotného Katalánska, ale celého Pyrenejského poloostrova a Středomoří. Muzeum podléhá ministerstvu kultury Katalánské autonomní vlády (Generalitat de Catalunya) a je spravováno Katalánskou agenturou památkové péče (Agència Catalana e Patrimoni Cultural).

## Budova
Výstavní prostory a kanceláře jsou umístěny v někdejším Pavilonu grafických umění, který byl postaven v roce 1929 u příležitosti světové výstavy v Barceloně. Budova měla původně sloužit jen dočasně po dobu této výstavy a byla postavena z méně odolného materiálu, protože se předpokládalo, že po jejím skončení bude zbourána. Nakonec však bylo rozhodnuto -  podobně jako u dalších budov postavených při stejné příležitosti – o jejím zachování a využití pro jiné účely. V roce 1932 v období druhé španělské republiky založila autonomní katalánská vláda v tomto paláci Katalánské archeologické muzeum.

## Historie
Muzeum zahájilo provoz v roce 1935. Jeho prvním ředitelem byl archeolog a antropolog Pere Bosch i Gimpera (1891-1974). Muzeu byly kromě jiného svěřeny i sbírky předchozích archeologických muzeí zřízených v kapli svaté Agáty a v budově arzenálu v parku Ciutadella,  jakož i sbírky spravované katalánskou muzejní radou (La Junta de Museus de Catalunya) a Ústavem katalánských studií (Institut d'Estudis Catalans); přešly sem i některé soukromé kolekce. Muzeum se nachází v někdejším Paláci grafických umění, který byl pro jeho účely přestavěn architektem Josepem Gudiolou. V důsledku španělské občanské války bylo muzeum podřízeno Provinční barcelonské radě (Diputación provincial de Barcelona,  Diputació de Barcelona), teprve po roce 1995 se muzeum opět vrátilo pod správu Katalánské autonomní vlády.

## Trvalá expozice
Trvalá expozice byla nově instalována v letech 2010–2013 a zabírá 4 000 m² výstavní plochy. Prostřednictvím psaného textu, audiovizuálních médií, didaktických pomůcek, obrazového materiálu a výtvarných realizací přibližuje  návštěvníkům  nejdůležitější rysy kultur usazených v Katalánsku, na Pyrenejském poloostrově i ve Středomoří. Audiovizuální expozice o pohřebních rituálech doby bronzové a rané dějinné doby, ve které hráli významnou roli Iberové, řecká a fénická kolonizace či vzestup římského impéria – to jsou jen některá z témat nového prohlídkového okruhu muzea v jeho barcelonském sídle.
Jedním z nejdůležitějších exponátů je socha boha Eskulapa (Asclépia), která byla v roce 2008 přemístěna z hlavní barcelonské budovy muzea do jeho pobočky v Empùries. Dalšími významnými objekty jsou např. 53 200 let stará čelist neandertálského člověka nalezená v  Sitgesu, nálezy z archeologických vykopávek v Almeríi pocházející z raně bronzové kultury El Argar, iberský poklad z Tivissy, fénické votivní figurky, řecká keramika a římská socha Priapa z Hostafrancsu (na území dnešní Barcelony).
V rozsáhlé muzejní knihovně je mimo jiné k dispozici rovněž 35 560 svazků a 1 554 periodických řad.

## Časově omezené výstavy
Již od svého založení se archeologické muzeum v Barceloně zaměřuje vedle trvalé expozice i na pořádání časově omezených výstav. Jejich obsahem jsou zpravidla tematické okruhy, které návštěvníkovi umožňují nahlédnout do inovativních a klíčových aspektů archeologie. K nejdůležitějším výstavám, které se zde konaly, patří:
- Křehkost v čase. Sklo v antice (La fragilitat en el temps. El vidre a l'antiguitat): výstava představila techniky, objekty a materiály související s výrobou skla (2005).

- Česat smrt (Pentinar la mort. Rituals de vida i mort en la prehistòria de Menorca): výstava se zaměřovala na rituály života a smrti na starověké Menorce (2005).

- Tváře Říma (Rostres de Roma): výstava představovala s využitím dochovaných sarkofágů, soch a bust některé významné osobnosti starověkého římského impéria (2009).

- Ötzi. Mumie z ledu (Ötzi. La mòmia del gel): výstava osvětlovala význam jedinečného nálezu pozůstatků pravěkého člověka v Alpách z doby před 5 300 roky a seznamovala s výsledky vědeckého výzkumu o něm (2012).

- Historie toaletního stolku (Històries de tocador): výstava o kráse a vývoji kosmetiky ve velkých antických kulturách (2013).